# Département de Retalhuleu
Retalhuleu est un département situé au sud-ouest du Guatemala, allant des montagnes jusqu'aux côtes de l'océan Pacifique. Il a une superficie de 1 856 km2. En 2020, la population du département de Retalhuleu était de 371 072 habitants. Son chef-lieu est la ville de Retalhuleu.
La majorité de la population du département est Maya Quiché. Le département abrite un certain nombre de ruines précolombienne, à Takalik Abaj et San Juan Noj notamment.

## Municipalités
1. Champerico
2. El Asintal
3. Nuevo San Carlos
4. Retalhuleu
5. San Andrés Villa Seca
6. San Felipe
7. San Martín Zapotitlán
8. San Sebastián
9. Santa Cruz Muluá